# Dares ulula
Dares ulula ist ein Vertreter der zu den Gespenstschrecken zählenden Gattung Dares. Die Art ist im Nordwesten der Insel Borneo heimisch. Die Männchen sind selbst für die Vertreter dieser Gattung ausgesprochen stachlig. Weibchen sind relativ kontrastreich gefärbt.

## Merkmale
Die flügellosen Tiere haben in etwa den für die Gattung typischen Habitus. Die Art gehört zu den größten Vertretern der Gattung Dares. Weibchen werden 4,4 bis 5,1 cm lang. Sie sind kontrastreicher gezeichnet als die Weibchen anderer Arten. Neben Bereichen mit unterschiedlichen, meist dunklen Brauntönen finden sich auch solche, die gelblich, orangebraun und schwarzbraun gefärbt sind. Auf dem Abdomen können diese Bereiche breite Querbinden bilden. Die Tuberkel, die sich auf der Körperoberfläche befinden, sind bei ihnen deutlicher und höher ausgebildet als bei vielen anderen Arten. Teilweise sind sie so ausgeprägt, dass sie kleine, lappenartige Anhänge (Loben) oder gar kurze, stumpfe Stacheln bilden. Die Fühler bestehen aus 25 Segmenten. Ihre Basalglieder (Scapus) sind flach und haben auf der Außenseite ein deutliches Zähnchen. Das Abdomen ist in der Mitte am breitesten.
Die Männchen bleiben mit 3,5 bis 4,3 cm Länge kleiner als die Weibchen, sind aber ebenfalls sehr kontrastreich gefärbt. Während Kopf und Beine mittelbraun sind, wird die Färbung des Thorax und des Abdomens von dunkelbraunen und gelben bis orangen Längsstreifen dominiert. Die Stacheln auf Kopf und Thorax entsprechen in ihrer Anordnung der von Dares verrucosus, sind aber meist wesentlich länger als bei dieser. Auf dem Kopf tragen die Männchen vier Stacheln, am Vorderrand des Mesonotums sowie im hinteren Bereich von Meso- und Metanotum sitzen insgesamt drei weitere Stachelpaare. Seitlich davon befindet sich je ein weiterer Stachel an den Pleuren. Auf dem Abdomen fehlen jegliche Stacheln. Die Fühler der Männchen bestehen aus lediglich 23 Segmenten. Auch ihre Basalglieder sind flach und haben auf der Außenseite ein deutliches und relativ spitzes Zähnchen.

## Vorkommen und Lebensweise
Dares ulula ist im malaiischen Bundesstaat Sarawak im Nordwesten der Insel Borneo weit verbreitet. Wobei viele bisher bekannte Fundorte durch Urbanisierung und die Schaffung neuer Plantagen zerstört wurden.
In ihrer nächtlichen Lebensweise und ihrem Abwehrverhalten unterscheidet sich diese Art kaum von anderen Dares-Arten. Die Abwehrstrategie beruht auf Phytomimese. Bei Berührung lassen sich die Tiere zu Boden fallen, wo sie eine Zeit in Schreckstarre verharren. Die Weibchen legen ihre Eier am Boden ab. Die Eier sind nicht ganz kuglig und fast unbehaart. Sie sind etwa 4,7 mm lang, 4,5 mm hoch und 3,9 mm breit. Ihre Mikropylarplatte hat vier Schenkel und die Form eines „X“. Die Schenkel reichen weit um das Ei (Siehe auch Bau des Phasmideneies). Die Nymphen sind meist sehr dunkel gefärbt und zeigen mit zunehmendem Alter bzw. Entwicklungsstadium auffällig helle, meist gelborange Muster um die entstehenden Stacheln.

## Taxonomie und Systematik
John Obadiah Westwood beschrieb die Art 1859 als Acanthoderus ulula. Das von ihm gewählte Artepitheton ulula bedeutet „Käuzchen“. Die weibliche Nymphe auf der seine wissenschaftliche Erstbeschreibung basiert, hatte D. Wallace in Sarawak gesammelt. Sie ist als Holotypus der Art im Oxford University Museum of Natural History hinterlegt. Im Jahr 1875 überstellte Carl Stål die Art als zweiten Vertreter neben Dares validispinus in die von ihm neu errichtete Gattung Dares. Josef Redtenbacher beschrieb 1906 zwei Arten, die beide 1935 von Klaus Günther als Synonyme zu Dares ulula gestellt wurden. Eines dieser Synonyme ist Dares calamita. Die Weibchen auf die sich die Beschreibung bezog, waren im Ungarischen Naturwissenschaftlichen Museum in Budapest hinterlegt, gelten aber als zerstört. Das zweite Synonym ist Dares corticinus. Hier beschrieb Redtenbacher eine sehr junge, männliche Nymphe, welche als Holotypus am Muséum national d’histoire naturelle in Paris hinterlegt ist.

## Terraristik
Nach Europa kamen die ersten lebender Tiere dieser Art 1991. Sowohl Phil E. Bragg und Patrick van der Stigchel als auch Ian Abercrombie brachten in diesem Jahr Tiere vom Mount Serapi mit. Dares ulula war damit die dritte Dares-Art die in die europäische Terrarien gelangte. Seither ist die Art mehrfach neu eingeführt worden. Sie gilt als heikel in der Pflege, ist wegen ihres Erscheinungsbildes aber der begehrteste Vertreter der Gattung.
Wie die anderen Arten der Gattung bevorzugt sie eine höhere Luftfeuchtigkeit, die durch eine mit feuchtem Moos abgedeckte Schicht Erde erreicht werden kann. Neben Blättern von Brombeeren und vielen anderen Rosengewächsen, werden auch die von verschiedenen Birkengewächsen gefressen.
Die Phasmid Study Group führt Dares ulula unter der PSG-Nummer 117.

## Bilder

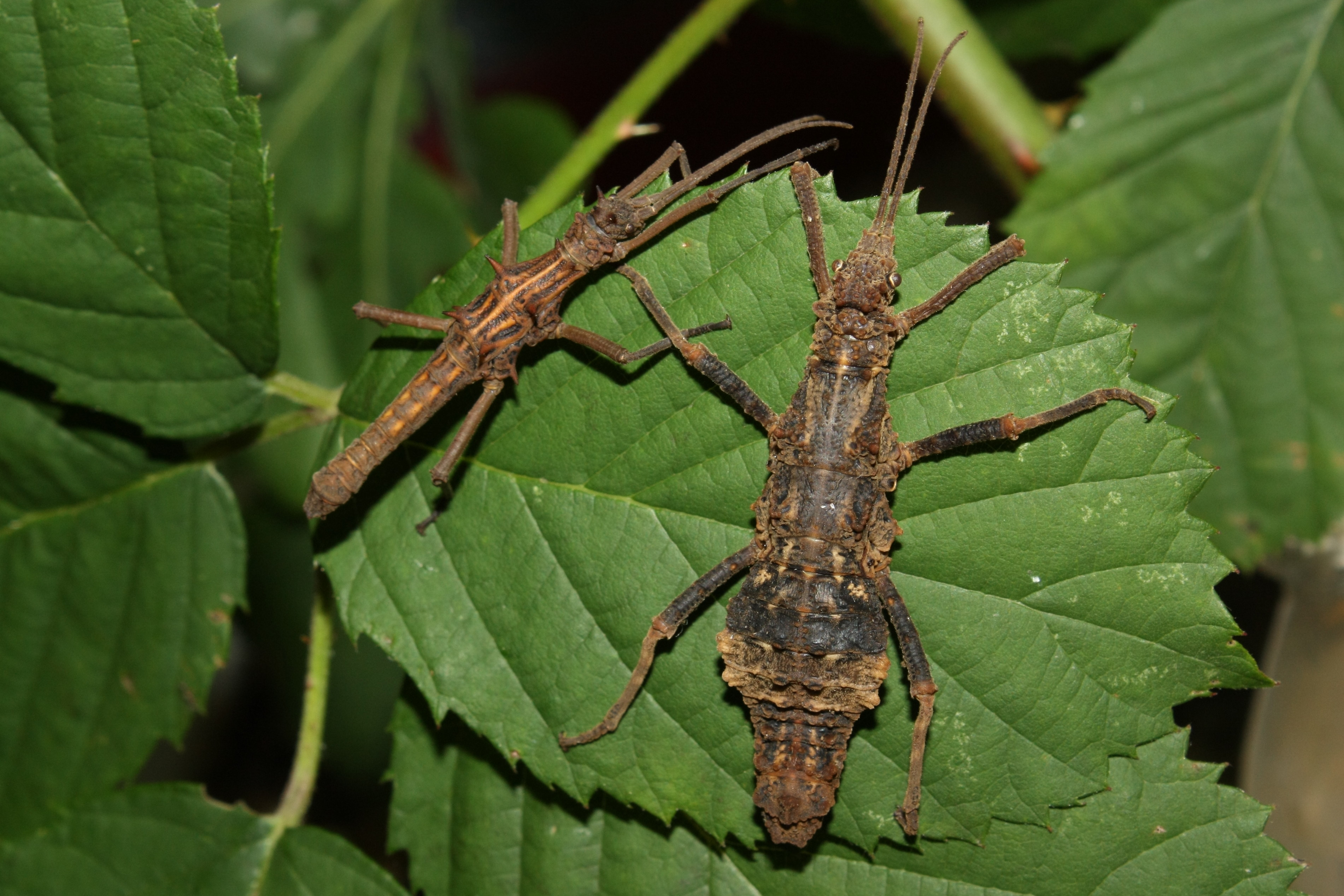
Links Männchen, rechts Weibchen
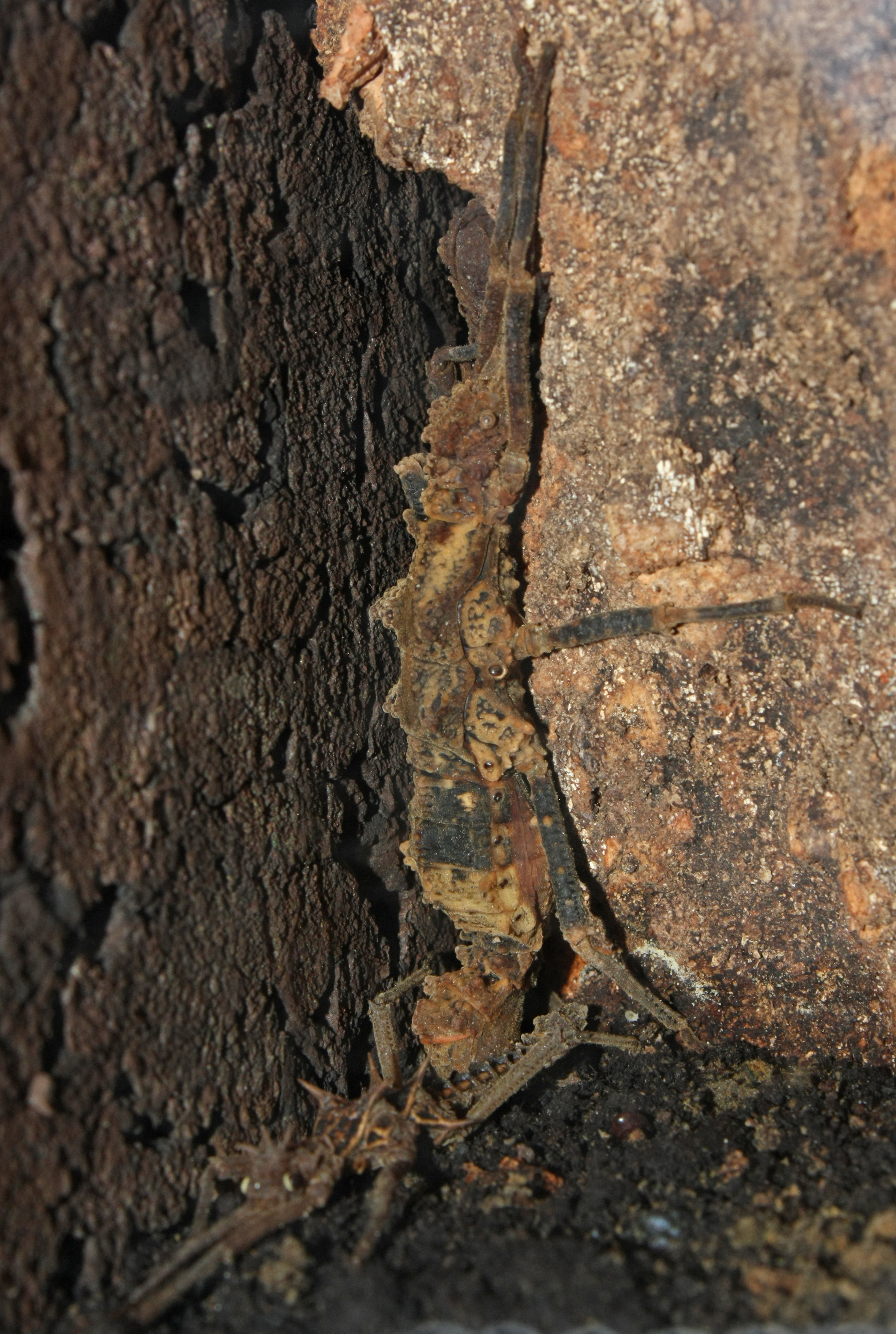
Pärchen im Versteck
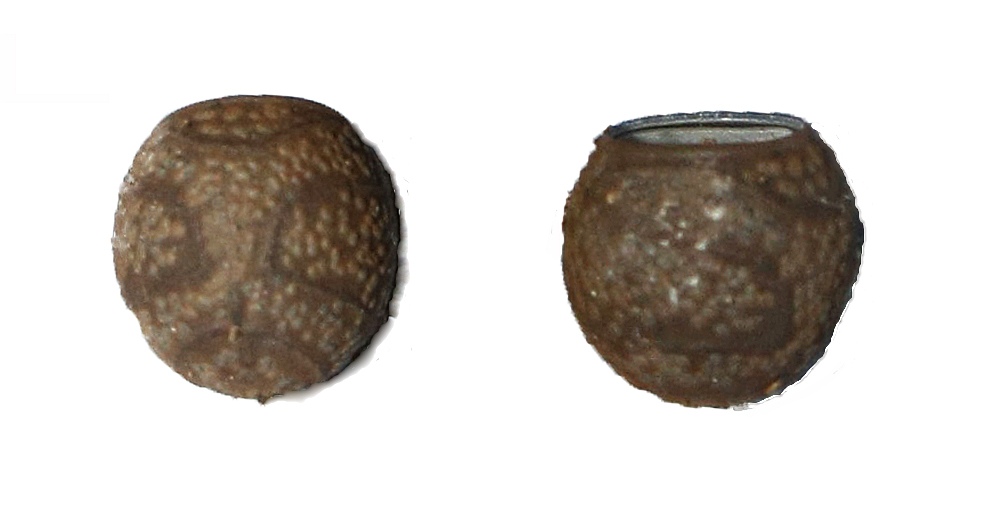
Eier, linkes in Dorsal-, rechtes offen und in Lateralansicht
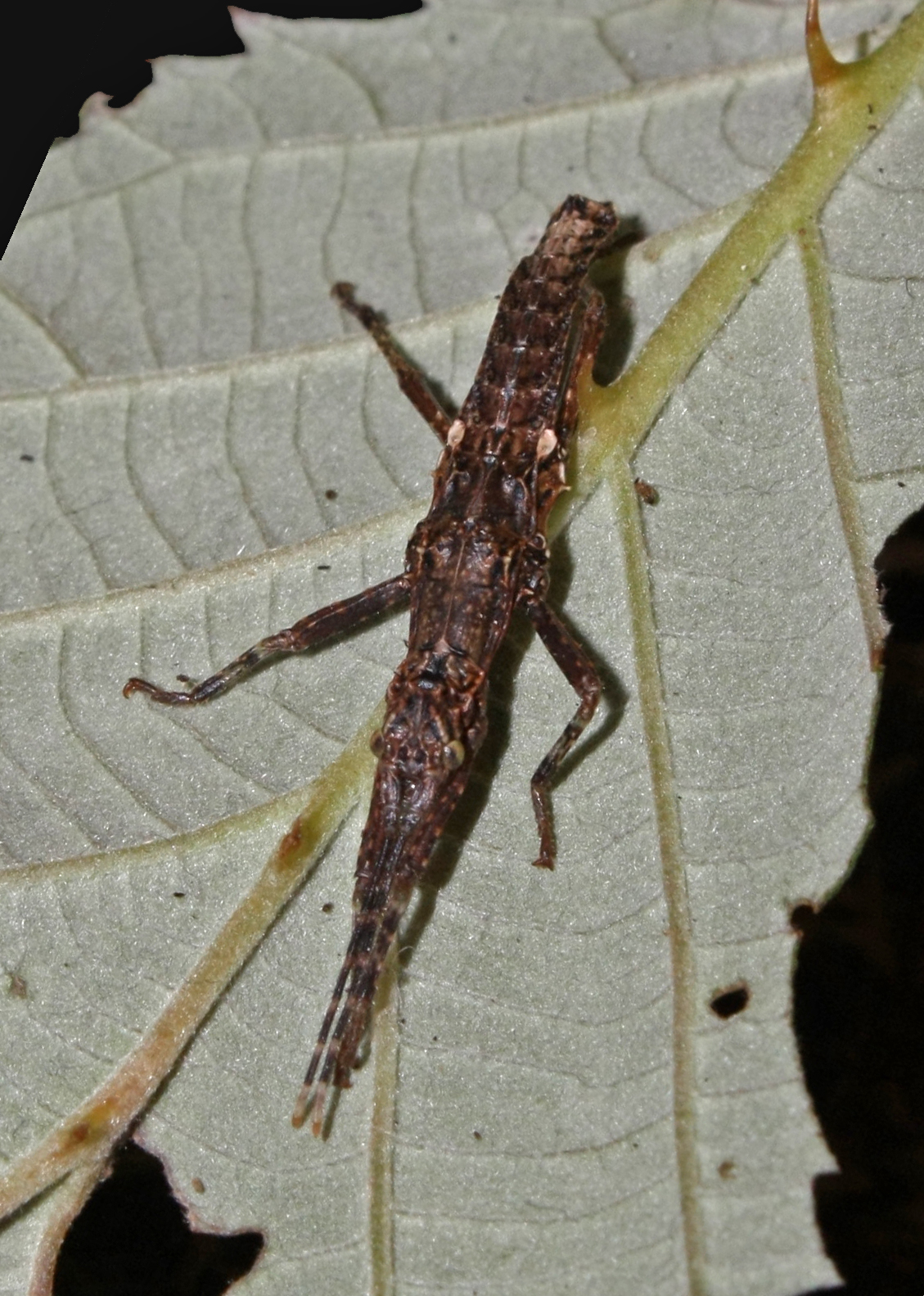
L1-Nymphe

## Belege
1. 1 2 3  Philip E. Bragg: Phasmids of Borneo, Natural History Publikations (Borneo) Sdn. Bhd., Kota Kinabalu, Sabah, Malaysia, 2001, S. 126–153, ISBN 983-812-027-8
2. 1 2 3  Holger Dräger: Gespenstschrecken der Familie Heteropterygidae Kirby, 1896 (Phasmatodea) – ein Überblick über bisher gehaltene Arten, Teil 2: Die Unterfamilie Dataminae Rehn & Rehn , 1839, ZAG Phoenix, Nr. 5, Juni 2012 Jahrgang 3(1), S. 22–45, ISSN 2190-3476
3. 1 2  Oskar V. Conle, Frank H. Hennemann: The World of Stick Insects. (Website) (Memento vom 4. September 2012 im Internet Archive)
4. ↑  John Obadiah Westwood: Catalogue of the orthopterous insects in the collection of the British Museum. Part I. Phasmidae. London 1859. S. 53 & Tafel 26 Abb. 1 (Online-Version)
5. ↑  Josef Redtenbacher: Die Insektenfamilie der Phasmiden. Vol. 1. Phasmidae Areolatae. Verlag Wilhelm Engelmann, Leipzig 1906, S. 53–56 (Online-Version)
6. ↑  Philip E. Bragg: A revision of the Heteropteryginae (Insecta: Phasmida: Bacillidae) of Borneo, with the description of a new genus and ten new species, Zoologische Verhandelingen, Leiden 316, 1998 S. 60–64 & 115–122.- ISSN 0024-1652/ISBN 90-73239-61-3, Online-Version
7. ↑  Paul D. Brock: Species File Online. Version 2.1/4.1. (abgerufen am 18. November 2012)
8. ↑  Phasmid Study Group Culture List (Memento vom 5. Dezember 2012 im Webarchiv archive.today) (englisch)